# 東銀座出版社
東銀座出版社（ひがしぎんざしゅっぱんしゃ）は、東京都豊島区に所在する日本の出版社。出版事業は通常の企画出版のほかに自費出版も請け負う二本立て。

## 概要
- 所在地：東京都豊島区池袋3-51-5

## マンガ蟹工船
同社は従来から白樺文学館多喜二ライブラリーと提携しプロレタリア文学の代表的作家である小林多喜二関係の書籍を出版してきたが、ソ連と東欧共産圏が崩壊し、社会主義体制獲得を目指したプロレタリア文学は時代遅れとみなされてきた。
平成不況によるリストラ解雇に続き非正規雇用の増大でワーキングプアが広がる中、資本家に搾取され貧しい労働者が苦闘する姿を描いたプロレタリア文学の代表作とされる『蟹工船』を若年読者層に分かりやすく紹介しようと漫画化したのが、同社から2006年11月に刊行された白樺文学館多喜二ライブラリー企画編集・藤生ゴオ作画の『マンガ蟹工船―30分で読める…大学生のための』（ISBN 4894691051）である。2007年に入り『蟹工船』がブームになると、同作の刊行時期はブームの嚆矢、口火を切った位置にあった。ブームが継続する2008年に講談社から文庫の一冊として再刊された。